# Indoktrineringskampanjen
Indoktrineringskampanjen, kampanj mot borgerlig påverkan i skolan, som drevs av SECO (Sveriges elevers centralorganisation) hösten 1969.
Vid elevriksdagen i Jönköping i februari 1969 valdes en ny radikal ledning för SECO, med Katarina Engberg som ordförande. Elevriksdagen beslutade att samma höst genomföra en kampanj om indoktrineringen i skolan, och en central kampanjledning tillsattes, där bland andra Gunnar Wetterberg ingick. Man beslutade även att årets Operation Dagsverke skulle tillfalla befrielserörelsen Frelimo i Moçambique.
Att ordet indoktrinering användes i detta sammanhang berodde på att termen året före lanserats av Göran Palm i boken "Indoktrineringen i Sverige". Det blev under några år framåt närmast ett modeord i samhällsdebatten.
SECO:s centrala kampanjledning utformade affischer och studiematerial, och i september 1969 utkom också boken "Skola i klassamhälle", en antologi under redaktion av Ingrid Strömdahl, Erik Centerwall och Gunnar Wetterberg. Boken var avsedd att användas som diskussionsunderlag och i skolans undervisning.
Det man bland annat vände sig emot var hur läroböcker på ett förmildrande sätt skildrade neokolonialismens (imperialismens) exploatering av tredje världen,  hur socialistiska länder som Kina eller Kuba beskrevs samt hur det svenska klassamhället, arbetsmarknaden m.m. framställdes. Betygen som ett urvalsinstrument för arbetsgivarna diskuterades också.